# Сілвертон (Огайо)
Сілвертон (англ. Silverton) — селище (англ. village) в США, в окрузі Гамільтон штату Огайо. Населення — 4908 осіб (2020).

## Географія
Сілвертон розташований за координатами 39°11′18″ пн. ш. 84°24′3″ зх. д. / 39.18833° пн. ш. 84.40083° зх. д. (39.188246, -84.400927).  За даними Бюро перепису населення США в 2010 році селище мало площу 2,88 км², уся площа — суходіл.

## Демографія
Згідно з переписом 2010 року, у місті мешкало 4788 осіб у 2404 домогосподарствах у складі 1131 родини. Густота населення становила 1663 особи/км².  Було 2626 помешкань (912/км²).
Расовий склад населення:
| - 51,4 % — чорних або афроамериканців - 44,0 % — білих - 0,8 % — азіатів - 0,3 % — корінних американців |

До двох чи більше рас належало 2,7 %. Частка іспаномовних становила 2,5 % від усіх жителів.
За віковим діапазоном населення розподілялося таким чином: 15,9 % — особи молодші 18 років, 67,3 % — особи у віці 18—64 років, 16,8 % — особи у віці 65 років та старші. Медіана віку мешканця становила 43,3 року. На 100 осіб жіночої статі у місті припадало 85,7 чоловіків;  на 100 жінок у віці від 18 років та старших — 84,4 чоловіків також старших 18 років.
Середній дохід на одне домашнє господарство  становив 48 319 доларів США (медіана — 36 425), а середній дохід на одну сім'ю — 68 401 долар (медіана — 61 714). Медіана доходів становила 47 572 долари для чоловіків та 39 000 доларів для жінок. За межею бідності перебувало 13,1 % осіб, у тому числі 6,3 % дітей у віці до 18 років та 23,9 % осіб у віці 65 років та старших.
Цивільне працевлаштоване населення становило 2438 осіб. Основні галузі зайнятості: освіта, охорона здоров'я та соціальна допомога — 21,0 %, роздрібна торгівля — 15,3 %, виробництво — 12,8 %, мистецтво, розваги та відпочинок — 11,2 %.